# 7us Media Group
Die 7us media group GmbH ist ein 2007 von Hans Derer gegründetes Dienstleistungsunternehmen der Musikindustrie mit Sitz in Winnenden und vereint unter seinem Dach die sieben Sublabels 7music (Popmusik international), D7 (deutsche Popmusik), 7hard (Rockmusik), 7jazz (Jazz und Blues), Herz7 (Schlager), 7skillz (Hip-Hop) und 7Soul (R ’n’ B).

## Winnenden-Benefiz-CD
Nach dem Amoklauf von Winnenden und Wendlingen wurde im September 2009 die Benefiz-CD Die Liebe bleibt! unter anderem mit Xavier Naidoo, Die Fantastischen Vier, Patricia Kelly, Ken Hensley und Chris Thompson veröffentlicht. Der Erlös zugunsten des Aktionsbündnisses Amoklauf Winnenden diente der Unterstützung der Stiftung Gegen Gewalt an Schulen.